# Vivere! (film 1928)
Vivere! (The Branded Man) è un film muto del 1928 diretto da Scott Pembroke e Phil Rosen. Sceneggiato da Arthur Hoerl e adattato per lo schermo da Clarence Aaron 'Tod' Robbins da un suo soggetto, aveva come interpreti Charles Delaney, June Marlowe, Gordon Griffith, George Riley, Andy Clyde, Erin La Bissoniere, Lucy Beaumont, Henry Roquemore.

## Trama
Fred Colgate, dopo aver ereditato una considerevole ricchezza, sposa una delle inquiline di una sua proprietà, ma il matrimonio si rivela un fallimento: la moglie, una frivola civetta, gli è infedele e lui la lascia, partendo da solo per il Messico. Quando arriva la notizia di un incidente che gli è accaduto, sia la moglie che gli amici finiscono per credere che lui sia morto. Fred, invece, si lascia andare, in un lento degrado, fino al giorno in cui non incontra a Juarez un allenatore di pugilato che lo prende con sé, insegnandogli la boxe. Fred diventa un bravo pugile che ha grande successo. Rivede una sua ex conoscente che anni prima era innamorata di lui e inizia con lei una nuova vita. Ma, non avendo mai divorziato, non può sposarla. Finalmente viene riconosciuto da uno dei suoi vecchi amici. Sua moglie, nel frattempo, ha fatto una brutta fine, uccisa dai uno dei suoi amanti. Fred, ormai libero, può sposare la donna che ama.

## Produzione
Il film fu prodotto dalla Trem Carr Pictures.

## Distribuzione
Distribuito dalla Rayart Pictures Corporation e da William Steiner, il film uscì nelle sale cinematografiche statunitensi nel maggio 1928. In Italia, il film, con il visto di censura numero 24606, fu approvato con riserva: "Nella parte 3ª abbreviare la scena del bacio e togliere la breve scena dello schiaffo- - Nella 4ª parte sostituire la parola "scazzottature" con "pugilati". (dicembre 1928)"
Non si conoscono copie ancora esistenti della pellicola che viene considerata presumibilmente perduta.